# Alchian-Allen-effekten
Alchian–Allen-effekten beskrevs 1964 av Armen Alchian och William R Allen i boken University Economics (nu kallad Exchange and Production). När priserna på två ersättningsvaror, såsom höga och låga kvaliteter av samma produkt, båda höjs med ett fast belopp per enhet, till exempel en transportkostnad eller en fast skatt per enhet, kommer konsumtionen att flyttas mot produkten av högre kvalitet. Detta beror på att det ökade priset per enhet minskar det relativa prisskillnaden mellan de två produkterna.
Anta till exempel att högkvalitativa kaffebönor kostar 30 kr/kg och lågvärdiga bönor 15 kr/kg; i det här exemplet kostar högvärdiga bönor dubbelt så mycket som lågvärdiga bönor. Om en internationell fraktkostnad per kilo på 10 kr läggs till är de effektiva priserna nu 40 kr och 25 kr: Högvärdiga bönor kostar nu bara 1,6 gånger så mycket som lågvärdiga bönor. Detta minskade skillnadsförhållande kommer att få kaffeköpare att i högre grad välja högvärdiga bönor.
Effekten har studerats i samband med illegala droger och det har visat sig att styrkan av marijuana ökade som svar på ökade satsningar på narkotikabekämpning och det fanns en liknande effekt för alkohol i USA under förbudstiden.
Ett annat exempel är att australiensare dricker kaliforniskt vin av högre kvalitet än kalifornier, och vice versa, eftersom det bara är värt transportkostnaderna för det dyraste vinet.
I folkmun är Alchian-Allen-effekten också känd som "skicka ut de goda äpplena"-theoremet (Thomas Borcherding), eller som den "tredje lagen om efterfrågan."